# Maria Palmira Tito de Morais
Maria Palmira de Macedo Tito de Morais (* 24. Februar 1912 in Lissabon; † 10. März 2003) war eine portugiesische Lehrerin für Krankenpflege, Mitarbeiterin der Weltgesundheitsorganisation, Feministin, pazifistische Aktivistin und Gegnerin der Diktatur des Estado Novo.

## Leben
Tito de Morais war die Tochter von Carolina de Antas de Loureiro de Macedo und Tito Augusto de Morais. Ihr Vater war Marineoffizier und aktives Mitglied des Partido Republicano Português. Er spielte eine führende Rolle in der Revolution vom 5. Oktober 1910, die die Monarchie in Portugal stürzte, und übernahm das Kommando über das Kriegsschiff São Rafael, das den Palácio das Necessidades, die Residenz des Königs, bombardierte. Er wurde schließlich Admiral und diente auch als Gouverneur von Portugiesisch-Indien. Tito de Morais' älterer Bruder war der Sozialistenführer Manuel Tito de Morais, einem der Gründer des Partido Socialista und deren Generalsekretär zwischen 1986 und 1988.
Tito de Morais ging nur in die Grundschule und wurde dann zu Hause unterrichtet. Im Jahr 1935, im Alter von 23 Jahren, absolvierte sie einen Gesangslehrgang am Conservatório Nacional de Lisboa. Sie beschloss, ihr Studium fortzusetzen, und entschied sich für die Krankenpflege. Die männliche Tradition in der Krankenpflege und das niedrige Bildungsniveau der Frauen in Portugal verhinderten damals jedoch generell den Zugang von Frauen zum Krankenpflegeberuf, und es gab in Portugal praktisch keine Einrichtungen für die Ausbildung von Krankenschwestern. Sie nahm ein Stipendium der Rockefeller-Stiftung in Anspruch, um in den USA zu studieren.
Ihr Stipendium wurde für den Zeitraum von einem Jahr ab dem 1. September 1936 bewilligt und später bis 1939 verlängert. Im Sommer 1936 verbrachte sie einige Zeit auf den Stationen und in den Operationssälen eines Krankenhauses in Lissabon, besuchte das Gesundheitsministerium, um dessen Organisation zu studieren, und reiste an verschiedene Orte, um den Umgang mit Epidemien, Tuberkulose und Säuglingspflege zu studieren, in der Absicht, Unterschiede zwischen dem, was sie in Portugal sah, und dem, was sie in den USA sehen würde, beurteilen zu können. Zunächst besuchte sie die Case Western Reserve University in Cleveland, Ohio, die jedoch nicht die in Portugal anerkannten Abschlüsse vorweisen konnte, so dass sie 1938 an die University of Toronto in Kanada wechselte, wo sie eine Qualifikation als „Krankenschwester im öffentlichen Gesundheitswesen“ erwarb.
Als sie im September 1939 nach Portugal zurückkehrte, konnte sie sich mit ihren Qualifikationen in einem Land profilieren, in dem nur wenige Frauen Zugang zu einer ähnlichen Ausbildung hatten. Sie wurde von der Generaldirektion für Gesundheit (Direção-Geral da Saúde) in das Gründungsteam des Lissabonner Gesundheitszentrums berufen, einer Einrichtung, die auf in den USA entwickelten und von der Rockefeller-Stiftung unterstützten Ideen beruhte und deren Hauptziel es war, die Gesundheitsversorgung in den ärmeren Gebieten der Hauptstadt zu revolutionieren. Ein Jahr später wurde sie zur Lehrerin für öffentliche Gesundheitspflege an der neu gegründeten Fachschule für Krankenpflege (Escola Técnica de Enfermagem) ernannt. Während ihrer Zeit dort wirkte sie an mehreren Zeitschriften mit und schrieb Artikel über Gesundheitserziehung für Zeitungen und Magazine wie Seara Nova, Gazeta Médica Portuguesa und Os Nosso Filhos.
Tito de Morais, die feministische, pazifistische und diktaturfeindliche Ansichten vertrat, schloss sich der Associação Feminina Portuguesa para a Paz und dem Movimento de Unidade Democrática an. In den folgenden Jahren lebte und arbeitete sie mit anderen Aktivistinnen wie Maria Isabel Aboim Inglês, Maria Lamas, Elina Guimarães, Maria da Graça Amado da Cunha, Maria Keil, Cesina Bermudes, Clementina Carneiro de Moura, Manuela Porto, Francine Benoît, Ilse Losa, Maria Barroso, Virgínia Moura and Stella Piteira Santos zusammen. Sie beteiligte sich an der Präsidentschaftskampagne von José Norton de Matos, von der er sich zurückzog, nachdem klar wurde, dass die Ergebnisse vom Estado Novo manipuliert werden würden. Sie nahm auch an Protesten gegen die politischen Gefängnisse des Staates teil.
Aufgrund ihrer bekannten Gegnerschaft zum Regime wurde sie im Februar 1949 aus dem Lissabonner Gesundheitszentrum entlassen, wo sie für die Verwaltung der Krankenpflege und die Ausbildung von Krankenpflegeschülern zuständig war.  Ein Jahr später, am 13. Februar 1950, erklärte der damalige Bildungsminister Fernando Pires de Lima, dass Tito de Morais zusammen mit anderen Pädagogen von jeder Ausübung eines Amtes in einer staatlichen Einrichtung ausgeschlossen seien. Trotz der Verfolgung gelang es ihr, einen Abschluss in historischen und philosophischen Wissenschaften an der Universität Lissabon zu erwerben. Danach ging sie wegen des Berufsverbots ins Ausland.
In den 1950er Jahren wurde Tito de Morais eingeladen, für die Weltgesundheitsorganisation (WHO) zu arbeiten, wo sie bis 1972 mehrere Missionen in verschiedenen Ländern durchführte. Mitte der 1950er Jahre wurde ihr ein zweites Stipendium der Rockefeller-Stiftung angeboten. Zu dieser Zeit arbeitete sie in Rio de Janeiro im dortigen Büro der WHO und schloss eine Studie über die Ressourcen und den Bedarf im Pflegebereich in Brasilien ab. Während ihres Studiums erhielt sie ein monatliches Taschengeld von 250 US-Dollar und eine Rente für ihre Familie, die von ihr abhängig war, wahrscheinlich weil die Opposition ihres Vaters gegen den Estado Novo zur Streichung seiner Rente geführt hatte. 1959 erwarb sie einen Master-Abschluss in Sozialpädagogik an der Columbia University in New York City. Danach arbeitete sie weiter für die WHO und ging im Alter von 60 Jahren in den Ruhestand. Danach war sie unter anderem für den International Council of Nurses beratend tätig. Außerdem veröffentlichte sie zahlreiche Artikel in wissenschaftlichen Fachzeitschriften.
Erst 1977, nach der Nelkenrevolution vom 25. April 1974, kehrte Tito de Morais endgültig nach Portugal zurück. Sie wurde wieder in ihre alte Position als Lehrerin an der Escola Técnica de Enfermagem eingesetzt, die sie bis 1982 innehatte, dem Jahr, in dem sie offiziell aus dem Dienst ausschied, obwohl sie weiterhin als Beraterin tätig war.
1980 wurde sie zum Großoffizier im Orden des Infanten Dom Henrique ernannt und 1987 erhielt sie den Rang eines Komturs des Ordem da Liberdade. 1991 erhielt sie den Preis der Columbia University Teachers' College Alumni Association für ihre Arbeit in der internationalen Pflegeausbildung.
Tito de Morais starb 2003 im Alter von 91 Jahren.